# Gemarkung Hohenberg (Landkreis Kulmbach)
Die Gemarkung Hohenberg ist eine Gemarkung im Landkreis Kulmbach, die vollständig auf dem Gemeindegebiet des Marktes Marktleugast liegt.
Die Gemarkung Hohenberg hat eine Fläche von 3,819 km². Sie ist in 597 Flurstücke aufgeteilt, die eine durchschnittliche Flurstücksfläche von 6397,55 m² haben. In ihr liegen die Gemeindeteile Hohenberg und Zegastmühle.
Die Nachbargemarkungen sind:
| - Gemarkung Grünlas - Gemarkung Marktleugast - Gemarkung Neuensorg | - Gemarkung Rappetenreuth - Gemarkung Sauerhof - Gemarkung Wüstenselbitz |